# Vodonična veza niske barijere
Vodonična veza niske barijere (LBHB) je specijalni tip vodonične veze. Ovaj tip veze je posebno jak, jer je rastojanje između akceptora i donora veoma kratko. U regularnim vodoničnim vezama (na primer O···O, rastojanje je najmanje 2,8 Angstrema) vodonični jon jasno pripada jednom od heteroatoma. Sa smanjenjem rastojanja do oko 2,55 Å, proton je slobodan da se kreće između dva atoma (te stoga ima nisku barijeru) i LBHB se formira. Kad se rastojanje još više smanji (< 2.29 Å), veza se opisuje kao kratka-jaka vodonična veza (SSHB).
Vodonična veza niske barijere su posebno relevantne za enzimsku katalizu, zato što njihovo formiraje u prelaznom stanju znatno ubrzava inače teško izvodive reakcije.
Vodonična veza niske barijere je prisutna unutar pojedinih jedinjenja tipa aza kruna, prikazanih ispod:
U ovom jedinjenju proton je smešten između dva amidna karbonilna kiseonika na rastojanju 2,45 Å. Prisustvo ove veze je donekle neočekivano, jer makrociklični prsten već sadrži dva pozitivno naelektrisana kvaternarna amonijuma.